# Copa Constitució 2023
La Copa Constitució 2023 fue la 31ª edición de la Copa Constitució. El torneo comenzó el 15 de enero y finalizó el 28 de mayo de 2023.
El equipo campeón garantizó un cupo en la primera ronda clasificatoria de la Liga Europa Conferencia de la UEFA 2023-24.
Inter Club d'Escaldes obtuvo su segundo título de copa tras vencer al FC Santa Coloma por 2-1.

## Participantes
| Equipos de primera división | Equipos de segunda división |
| --------------------------- | --------------------------- |
| Inter Club d'Escaldes       | Encamp                      |
| Sant Julià                  | La Massana                  |
| Engordany                   | Atlètic Amèrica             |
| FC Santa Coloma             | Carroi                      |
| UE Santa Coloma             | Ranger's                    |
| Penya Encarnada             | Pas de la Casa              |
| Atlètic Club d'Escaldes     |                             |
| Ordino                      |                             |

## Formato
La Copa Constitució 2023 fue disputada por catorce clubes. Los equipos participantes jugaron cuatro rondas, todas ellas por eliminación directa.
| Ronda            | Fecha(s)       | Número de partidos | Equipos |
| ---------------- | -------------- | ------------------ | ------- |
| Primera ronda    | 15 de enero    | 6                  | 12 → 6  |
| Cuartos de final | 22 de enero    | 4                  | 8 → 4   |
| Semifinales      | 5 y 6 de abril | 2                  | 4 → 2   |
| Final            | 28 de mayo     | 1                  | 2 → 1   |

## Primera ronda
Doce clubes compitieron en la primera ronda. Los partidos se jugaron el 15 de enero de 2023.
| Local                       | Resultado | Visitante                 | Fecha       | Hora  | Estadio                          |
| --------------------------- | --------- | ------------------------- | ----------- | ----- | -------------------------------- |
| Atlètic Amèrica (2)         | 3 − 0     | Engordany (1)             | 15 de enero | 11:00 | Centre d'Entrenament de la FAF 1 |
| FC Santa Coloma (1)         | 3 − 2     | Carroi (2)                | 15 de enero | 11:00 | CE La Massana                    |
| Sant Julià (1)              | 4 − 2     | Encamp (2)                | 15 de enero | 15:00 | Centre d'Entrenament de la FAF 1 |
| UE Santa Coloma (1)         | 0 − 2     | Inter Club d'Escaldes (1) | 15 de enero | 15:00 | CE La Massana                    |
| Atlètic Club d'Escaldes (1) | 0 − 3     | Pas de la Casa (2)        | 15 de enero | 19:00 | Centre d'Entrenament de la FAF 1 |
| La Massana (2)              | 0 − 4     | Penya Encarnada (1)       | 15 de enero | 19:00 | CE La Massana                    |

## Cuartos de final
| Local               | Resultado | Visitante                 | Fecha       | Hora  | Estadio                          |
| ------------------- | --------- | ------------------------- | ----------- | ----- | -------------------------------- |
| Sant Julià (1)      | 0 − 3     | Inter Club d'Escaldes (1) | 22 de enero | 11:00 | Centre d'Entrenament de la FAF 1 |
| Atlètic Amèrica (2) | 0 − 3     | FC Santa Coloma (1)       | 22 de enero | 14:00 | Centre d'Entrenament de la FAF 1 |
| Ordino (1)          | 2 − 0     | Penya Encarnada (1)       | 22 de enero | 17:00 | Centre d'Entrenament de la FAF 1 |
| Ranger's (2)        | 0 − 3     | Pas de la Casa (2)        | 22 de enero | 20:00 | Centre d'Entrenament de la FAF 1 |

## Semifinales
| Local                     | Resultado        | Visitante           | Fecha      | Hora  | Estadio                          |
| ------------------------- | ---------------- | ------------------- | ---------- | ----- | -------------------------------- |
| Pas de la Casa (2)        | 0 − 4            | FC Santa Coloma (1) | 5 de abril | 20:45 | Centre d'Entrenament de la FAF 1 |
| Inter Club d'Escaldes (1) | 1 − 1 (pen. 4-3) | Ordino (1)          | 6 de abril | 20:45 | Centre d'Entrenament de la FAF 1 |

## Final
| 28 de mayo de 2023 | FC Santa Coloma | 1:2 (1:0) | Inter Club d'Escaldes                 | Estadi Nacional, Andorra la Vieja             |                                               |
| 17:00              | Eloy Gila 34'   | Reporte   | Domi Berlanga 70' · Andreu Sascha 89' | Árbitro(s): Manuel Antonio Nogueira Fernandes | Árbitro(s): Manuel Antonio Nogueira Fernandes |

| Campeón: Inter Club d'Escaldes 2º título |

## Goleadores
| Pos. | Jugador          | Club                    | Goles |
| ---- | ---------------- | ----------------------- | ----- |
| 1    | David Virgili    | FC Santa Coloma         | 3     |
|      | Domi Berlanga    | Inter Club d'Escaldes   | 3     |
| 3    | David Corominas  | Ordino                  | 2     |
|      | Víctor Casadesús | Atlètic Club d'Escaldes | 2     |
|      | Arnau Bravo      | Carroi                  | 2     |
|      | Brayan Caicedo   | Penya Encarnada         | 2     |
|      | Rodrigo Piloto   | Penya Encarnada         | 2     |
|      | Octávio Páez     | FC Santa Coloma         | 2     |